# Sinistus fuscus
Sinistus fuscus is een hooiwagen uit de familie Epedanidae.